# Асманов, Александр Владимирович
Александр Владимирович Асманов (7 января 1924, Новое Чамзино, Симбирская губерния — 22 октября 1943, Ходоров, Мироновский район) — младший сержант Рабоче-крестьянской Красной Армии, участник Великой Отечественной войны, Герой Советского Союза (1943).

## Биография
Александр Асманов родился 7 января 1924 года в деревне Новое Чамзино Торгово-Талызинской волости Ардатовского уезда Симбирской губернии (ныне — Большеигнатовского района Мордовии) в крестьянской семье. В 1927 году с матерью переехал в посёлок Светлые Горы. Получил начальное образование в школе соседнего села Юрлово. С шестнадцать лет работал в совхозе «Светлые Горы». 
В августе 1942 года он был призван на службу в Рабоче-крестьянскую Красную Армию Рамешковским районным военным комиссариатом Калининской области. С января 1943 года — на фронтах Великой Отечественной войны. Участвовал в Курской битве, освобождении Белгорода, левобережной Украины. К осени 1943 года младший сержант Асманов был командиром орудия 4-й батареи 981-го зенитно-артиллерийского полка 9-й зенитно-артиллерийской дивизии 40-й армии 1-го Украинского фронта, имел на своём счету 3 сбитых немецких самолёта. Отличился во время битвы за Днепр.
Вечером 23 сентября 1943 года подразделения 40-й армии вышли к Днепру. Утром 24 сентября, с ходу переправившись через реку, бойцы 161-й и 337-й стрелковых дивизий заняли деревни Луковица и Великий Букрин Мироновского района Киевской области, вклинившись в немецкую оборону на 3-4 километра. Ими был создан Букринский плацдарм, на котором было решено разместить зенитную артиллерию для защиты пехоты от атак авиации противника. 28 сентября 4-я батарея 981-го зенитно-артиллерийского полка под командованием лейтенанта Аксёнова получила приказ форсировать Днепр и закрепиться на плацдарме. Среди орудий этой батареи было и орудие Асманова. В ночь на 29 сентября на спаренном пароме, несмотря на массированный огонь немецких войск, средства ПВО были переправлены через реку. Расчёт Асманова первым переправился на другой берег и занял огневую позицию у деревни Зарубинцы.
В тот же день части немецких войск при поддержке штурмовой авиации предприняли атаку на советские подразделения на плацдарме. В ходе отражения атаки расчёт Асманова сбил один «мессершмитт». Защита плацдарма продолжалась до 12 октября, когда началось решительное наступление с целью расширения плацдарма. 21 октября батарея передислоцировалась ближе к переднему краю, оборудовав огневые позиции на окраине села Ходоров Ржищевского (ныне Мироновского) района Киевской области. Утром 22 октября октября позиции советских войск атаковали 27 бомбардировщиков «Ю-87». Расчёты батареи Аксёнова открыли огонь по самолётам, один из бомбардировщиков был сбит расчётом Асманова. Позиция расчёта Асманова была подвергнута бомбардировке двумя немецкими самолётами, в результате чего все находившиеся в орудийном окопе зенитчики погибли. Асманов был похоронен в селе Ходоров Мироновского района Киевской области Украины.
Указом Президиума Верховного Совета СССР от 24 декабря 1943 года за «мужество и отвагу, проявленную в боях на правом берегу Днепра» младший сержант Александр Асманов был посмертно удостоен высокого звания Героя Советского Союза с вручением ордена Ленина и медали «Золотая Звезда». Вместе с ним звания Героя были удостоены все бойцы его расчёта: Темчук, Гребенёв, Жулябин, Лаврентьев, Бондаренко, Сорокин, Степанов.
Был также награждён орденом Красной Звезды.